# Timonius urdanetensis
Timonius urdanetensis är en måreväxtart som beskrevs av Adolph Daniel Edward Elmer. Timonius urdanetensis ingår i släktet Timonius och familjen måreväxter. Inga underarter finns listade i Catalogue of Life.